# Vittorio Zoboli
Vittorio Zoboli (ur. 24 lipca 1968 w Bolonii) – włoski kierowca wyścigowy.

## Kariera
Zoboli rozpoczął karierę w wyścigach samochodowych w 1988 roku od startów we  Włoskiej Formule 3. Z dorobkiem trzech punktów uplasował się tam na czternastej pozycji w klasyfikacji generalnej. W późniejszych latach pojawiał się także w stawce Brytyjskiej Formuły 3000, Formuły 3000, Formuły 3000 World Cup, Formuły 1 Indoor Trophy, Global GT Championship, FIA GT Championship, FIA GT3 Lamborghini Manufacturers Cup oraz FIA GT3 European Championship.
W Formule 3000 Włoch startował w latach 1990-1993. Jedynie w sezonie 1992 zdobywał punkty. Uzbierane trzy punkty dały mu trzynastą pozycję w końcowej klasyfikacji kierowców.